# Rachiopogon rubescens
Rachiopogon rubescens là một loài ruồi trong họ Asilidae. Rachiopogon rubescens được White miêu tả năm 1914. Loài này phân bố ở miền Australasia.